# División de Honor Juvenil de España 2020-21
La temporada 2020-21 fue la 35.ª edición de la División de Honor Juvenil de España, la cual corresponde a la máxima categoría de los equipos sub-19 de España. Siendo organizada por la RFEF, la competencia dio inicio en septiembre de 2020 y finalizó el 7 de junio de 2021, para dar inicio a la Copa de Campeones.

## Sistema de competición
Para esta edición del campeonato son 142 equipos quienes conforman los siete grupos en competencia de 20 equipos cada uno, los cuales son compuestos según criterios de proximidad geográfica.
- Grupo I: Asturias, Cantabria y Galicia
- Grupo II: Aragón, País Vasco, La Rioja y Navarra
- Grupo III: Aragón, Baleares, Cataluña
- Grupo IV: Andalucía, Ceuta y Melilla
- Grupo V: Castilla y León, Comunidad de Madrid y Extremadura
- Grupo VI: Islas Canarias
- Grupo VII: Castilla-La Mancha, Comunidad de Madrid, Comunidad Valenciana y Región de Murcia

Siguiendo un sistema de liga, los equipos de cada grupo se enfrentan todos contra todos en dos ocasiones, en campo propio y contrario. El ganador de un partido obtiene tres puntos mientras que el perdedor suma ninguno, y en caso de un empate cada equipo consigue un punto.
Al término de la temporada, los equipos con mayor cantidad de puntos de cada grupo se proclamarán campeones de Liga, y obtendrán un puesto para disputar, junto con el mejor subcampeón (quien tenga más puntos entre todos los grupos), la Copa de Campeones de División de Honor Juvenil. Además el campeón de este torneo obtendrá una plaza en la Liga Juvenil de la UEFA 2021-22.
Debido a la pandemia por COVID-19, la federación decidió suspender la disputa de la Copa del Rey juvenil por segundo año consecutivo.

### La categoría juvenil
El reglamento de la Real Federación Española de Fútbol establece que la licencia de futbolista juvenil corresponde a los que cumplan diecisiete años a partir del primero de enero de la temporada de que se trate, hasta la finalización de la temporada en que cumplan los diecinueve.

## Tablas de clasificación

### Grupo I - C
| Pos. | Equipo                 | Pts. | J  | G  | E | P  | GF | GC | Coef. |
| ---- | ---------------------- | ---- | -- | -- | - | -- | -- | -- | ----- |
| 1    | Deportivo La Coruña    | 53   | 23 | 16 | 5 | 2  | 63 | 20 | 2,304 |
| 2    | Celta De Vigo          | 51   | 23 | 16 | 3 | 4  | 78 | 26 | 2,217 |
| 3    | Sporting De Gijón      | 50   | 23 | 16 | 2 | 5  | 48 | 25 | 2,174 |
| 4    | Racing de Ferrol       | 46   | 23 | 14 | 4 | 5  | 41 | 22 | 2,0   |
| 5    | Atlético Perines       | 39   | 23 | 10 | 9 | 4  | 39 | 26 | 1,696 |
| 6    | E. D. Val Miñor Nigran | 32   | 23 | 8  | 8 | 7  | 33 | 29 | 1,391 |
| 7    | C. D. Lugo             | 32   | 23 | 10 | 2 | 11 | 34 | 28 | 1,391 |
| 8    | C. D. Marina Sport     | 31   | 23 | 8  | 7 | 8  | 32 | 36 | 1,348 |
| 9    | Ural Español C. F.     | 30   | 23 | 8  | 6 | 9  | 30 | 34 | 1,304 |
| 10   | Club Bansander         | 30   | 23 | 8  | 6 | 9  | 31 | 38 | 1,304 |

|  | Campeón y Clasificado a la Copa de Campeones 2021 |
|  | Descendido a Liga Nacional Juvenil 2021-22        |

### Grupo I - D
| Pos. | Equipo                 | Pts. | J  | G | E  | P  | GF | GC | Coef. |
| ---- | ---------------------- | ---- | -- | - | -- | -- | -- | -- | ----- |
| 1    | Real Oviedo            | 31   | 23 | 7 | 10 | 6  | 28 | 22 | 1,348 |
| 2    | Pabellón Ourense C. F. | 28   | 23 | 8 | 4  | 11 | 25 | 40 | 1,217 |
| 3    | Real Aviles C. F.      | 28   | 23 | 7 | 7  | 9  | 20 | 40 | 1,217 |
| 4    | C. D. Arenal           | 27   | 23 | 6 | 9  | 8  | 24 | 28 | 1,174 |
| 5    | Tsk Roces              | 27   | 23 | 7 | 6  | 10 | 31 | 35 | 1,174 |
| 6    | C. D. Tropezon         | 24   | 23 | 5 | 9  | 9  | 23 | 33 | 1,043 |
| 7    | C. D. Choco            | 23   | 23 | 6 | 5  | 12 | 32 | 39 | 1,0   |
| 8    | Calasanz               | 22   | 23 | 5 | 7  | 11 | 27 | 45 | 0,957 |
| 9    | C. D. Conxo Santiago   | 14   | 23 | 2 | 8  | 13 | 17 | 51 | 0,609 |
| 10   | Racing de Santander    | 10   | 23 | 1 | 7  | 15 | 13 | 52 | 0,435 |

|  | Campeón y Clasificado a la Copa de Campeones 2021 |
|  | Descendido a Liga Nacional Juvenil 2021-22        |

### Grupo II - C
| Pos. | Equipo           | Pts. | J  | G  | E | P  | GF | GC | Coef. |
| ---- | ---------------- | ---- | -- | -- | - | -- | -- | -- | ----- |
| 1    | Athletic Club    | 57   | 23 | 18 | 3 | 2  | 61 | 18 | 2,478 |
| 2    | C. A. Osasuna    | 52   | 23 | 16 | 4 | 3  | 57 | 23 | 2,261 |
| 3    | Deportivo Alavés | 45   | 23 | 13 | 6 | 4  | 51 | 27 | 1,957 |
| 4    | S. D. Eibar      | 40   | 23 | 12 | 4 | 7  | 44 | 24 | 1,739 |
| 5    | Txantrea K.K.E.  | 37   | 23 | 11 | 4 | 8  | 31 | 28 | 1,609 |
| 6    | Real Sociedad    | 36   | 23 | 11 | 3 | 9  | 40 | 41 | 1,565 |
| 7    | Danok Bat C. F.  | 34   | 23 | 10 | 4 | 9  | 34 | 38 | 1,478 |
| 8    | C. D. Tudelano   | 34   | 23 | 10 | 4 | 9  | 38 | 43 | 1,478 |
| 9    | A. D. San Juan   | 33   | 23 | 9  | 6 | 8  | 39 | 32 | 1,435 |
| 10   | C. D. Pamplona   | 27   | 23 | 7  | 6 | 10 | 31 | 33 | 1,174 |

|  | Campeón y Clasificado a la Copa de Campeones 2021 |
|  | Descendido a Liga Nacional Juvenil 2021-22        |

### Grupo II - D
| Pos. | Equipo                   | Pts. | J  | G | E | P  | GF | GC | Coef. |
| ---- | ------------------------ | ---- | -- | - | - | -- | -- | -- | ----- |
| 1    | Arenas Club              | 34   | 23 | 9 | 7 | 7  | 42 | 37 | 1,478 |
| 2    | U. D. Mutilvera          | 32   | 23 | 8 | 8 | 7  | 24 | 27 | 1,391 |
| 3    | U. E. Logroñes           | 30   | 23 | 8 | 6 | 9  | 29 | 27 | 1,304 |
| 4    | Antiguoko Kirol Elkartea | 30   | 23 | 7 | 9 | 7  | 19 | 20 | 1,304 |
| 5    | C. D. Numancia De Soria  | 23   | 23 | 5 | 8 | 10 | 23 | 30 | 1,0   |
| 6    | S. D. Leioa              | 23   | 23 | 6 | 5 | 12 | 25 | 38 | 1,0   |
| 7    | Santutxu F. C.           | 21   | 23 | 5 | 6 | 12 | 25 | 37 | 0,913 |
| 8    | C. D. Aurrera De Vitoria | 21   | 23 | 6 | 3 | 14 | 25 | 43 | 0,913 |
| 9    | S. D. Oyonesa            | 16   | 23 | 3 | 7 | 13 | 21 | 47 | 0,696 |
| 10   | Valvanera C. D.          | 13   | 23 | 4 | 1 | 18 | 19 | 65 | 0,565 |

|  | Campeón y Clasificado a la Copa de Campeones 2021 |
|  | Descendido a Liga Nacional Juvenil 2021-22        |

### Grupo III - C
| Pos. | Equipo                 | Pts. | J  | G  | E | P  | GF | GC | Coef. |
| ---- | ---------------------- | ---- | -- | -- | - | -- | -- | -- | ----- |
| 1    | F. C. Barcelona        | 47   | 23 | 14 | 5 | 4  | 57 | 25 | 2,043 |
| 2    | Real Zaragoza          | 46   | 23 | 13 | 7 | 3  | 45 | 20 | 2,0   |
| 3    | R. C. D. Espanyol      | 45   | 23 | 13 | 6 | 4  | 46 | 18 | 1,957 |
| 4    | Girona F. C.           | 43   | 23 | 13 | 4 | 6  | 43 | 19 | 1,87  |
| 5    | Gimnastic De Tarragona | 41   | 23 | 12 | 5 | 6  | 45 | 32 | 1,783 |
| 6    | C. E. Sabadell         | 38   | 23 | 11 | 5 | 7  | 40 | 30 | 1,652 |
| 7    | C. F. Damm             | 32   | 23 | 9  | 5 | 9  | 37 | 32 | 1,391 |
| 8    | Cerdanyola Del Vallès  | 30   | 23 | 9  | 3 | 11 | 30 | 37 | 1,304 |
| 9    | C. E. Europa           | 29   | 23 | 8  | 5 | 10 | 21 | 28 | 1,261 |
| 10   | C. D. Ebro             | 28   | 23 | 8  | 4 | 11 | 22 | 35 | 1,217 |

|  | Campeón y Clasificado a la Copa de Campeones 2021 |
|  | Descendido a Liga Nacional Juvenil 2021-22        |

### Grupo III - D
| Pos. | Equipo                    | Pts. | J  | G | E  | P  | GF | GC | Coef. |
| ---- | ------------------------- | ---- | -- | - | -- | -- | -- | -- | ----- |
| 1    | Rcd Mallorca              | 33   | 23 | 9 | 6  | 8  | 37 | 37 | 1,435 |
| 2    | C. D. San Francisco       | 32   | 23 | 9 | 5  | 9  | 27 | 26 | 1,391 |
| 3    | Lleida Esportiu           | 31   | 23 | 8 | 7  | 8  | 33 | 28 | 1,348 |
| 4    | U. D. Cornellà            | 30   | 23 | 9 | 3  | 11 | 33 | 29 | 1,304 |
| 5    | SD Huesca                 | 30   | 23 | 7 | 9  | 7  | 20 | 24 | 1,304 |
| 6    | Penya Arrabal             | 26   | 23 | 7 | 5  | 11 | 34 | 46 | 1,13  |
| 7    | U. F. B. Jabac I Terrassa | 25   | 23 | 5 | 10 | 8  | 31 | 33 | 1,087 |
| 8    | A. D. Stadium Casablanca  | 23   | 23 | 5 | 8  | 10 | 27 | 46 | 1     |
| 9    | Miralbueno El Olivar      | 17   | 23 | 4 | 5  | 14 | 22 | 40 | 0,739 |
| 10   | At. Villa-Carlos C. F.    | 8    | 23 | 1 | 5  | 17 | 14 | 79 | 0,348 |

|  | Campeón y Clasificado a la Copa de Campeones 2021 |
|  | Descendido a Liga Nacional Juvenil 2021-22        |

### Grupo IV - C
| Pos. | Equipo                 | Pts. | J  | G  | E | P  | GF | GC | Coef. |
| ---- | ---------------------- | ---- | -- | -- | - | -- | -- | -- | ----- |
| 1    | Málaga C. F.           | 68   | 25 | 22 | 2 | 1  | 79 | 16 | 2,72  |
| 2    | Sevilla F. C.          | 60   | 25 | 19 | 3 | 3  | 69 | 6  | 2,4   |
| 3    | Granada CF             | 54   | 25 | 16 | 6 | 3  | 58 | 20 | 2,16  |
| 4    | Real Betis             | 53   | 25 | 15 | 8 | 2  | 49 | 14 | 2,12  |
| 5    | Cádiz CF               | 45   | 25 | 13 | 6 | 6  | 41 | 26 | 1,8   |
| 6    | San Felix C. D.        | 42   | 25 | 12 | 6 | 7  | 43 | 22 | 1,68  |
| 7    | Calavera C. F.         | 41   | 25 | 12 | 5 | 8  | 37 | 37 | 1,64  |
| 8    | Séneca C. F.           | 32   | 25 | 10 | 2 | 13 | 40 | 41 | 1,28  |
| 9    | Vázquez Cultural C. D. | 31   | 25 | 9  | 4 | 12 | 30 | 40 | 1,24  |
| 10   | Tiro Pichón C. D.      | 31   | 25 | 8  | 7 | 10 | 32 | 41 | 1,24  |

|  | Campeón y Clasificado a la Copa de Campeones 2021 |
|  | Descendido a Liga Nacional Juvenil 2021-22        |

### Grupo IV - D
| Pos. | Equipo                  | Pts. | J  | G  | E  | P  | GF | GC | Coef. |
| ---- | ----------------------- | ---- | -- | -- | -- | -- | -- | -- | ----- |
| 1    | Castilleja CF           | 39   | 26 | 11 | 6  | 9  | 32 | 34 | 1,5   |
| 2    | U. D. Almería           | 36   | 26 | 8  | 12 | 6  | 29 | 24 | 1,385 |
| 3    | Córdoba C. F.           | 36   | 26 | 11 | 3  | 12 | 29 | 25 | 1,385 |
| 4    | C. D. Santa Fe          | 33   | 26 | 10 | 3  | 13 | 36 | 34 | 1,269 |
| 5    | Atº Sanluqueño CF       | 33   | 26 | 10 | 3  | 13 | 37 | 49 | 1,269 |
| 6    | Rc Recreativo De Huelva | 31   | 26 | 9  | 4  | 13 | 40 | 52 | 1,192 |
| 7    | Cd Ad Nervion           | 31   | 26 | 10 | 1  | 15 | 41 | 48 | 1,192 |
| 8    | Maracena U. D.          | 28   | 26 | 7  | 7  | 12 | 32 | 34 | 1,077 |
| 9    | 26 de Febrero C. D.     | 22   | 26 | 5  | 7  | 14 | 29 | 48 | 0,846 |
| 10   | Rir C. F.               | 18   | 26 | 4  | 6  | 16 | 22 | 77 | 0,692 |
| 11   | Dos Hermanas San Andrés | 15   | 26 | 4  | 3  | 19 | 18 | 77 | 0,577 |
| 12   | C. D. Polillas Ceuta    | 11   | 26 | 3  | 2  | 21 | 13 | 71 | 0,423 |

|  | Campeón y Clasificado a la Copa de Campeones 2021 |
|  | Descendido a Liga Nacional Juvenil 2021-22        |

### Grupo V - C
| Pos. | Equipo                 | Pts. | J  | G  | E | P  | GF | GC | Coef. |
| ---- | ---------------------- | ---- | -- | -- | - | -- | -- | -- | ----- |
| 1    | Atlético De Madrid     | 59   | 23 | 19 | 2 | 2  | 80 | 19 | 2,565 |
| 2    | Real Madrid C. F.      | 59   | 23 | 19 | 2 | 2  | 63 | 15 | 2,565 |
| 3    | Real Valladolid C. F.  | 51   | 23 | 15 | 6 | 2  | 43 | 21 | 2,217 |
| 4    | Getafe C. F.           | 40   | 23 | 12 | 4 | 7  | 38 | 27 | 1,739 |
| 5    | C. Y D. Leonesa        | 36   | 23 | 9  | 9 | 5  | 37 | 30 | 1,565 |
| 6    | C. D. Leganés          | 32   | 23 | 8  | 8 | 7  | 34 | 28 | 1,391 |
| 7    | Rayo Vallecano         | 32   | 23 | 8  | 8 | 7  | 41 | 38 | 1,391 |
| 8    | A. D. Alcorcón         | 30   | 23 | 8  | 6 | 9  | 29 | 31 | 1,304 |
| 9    | A. D. Union Adarve     | 30   | 23 | 8  | 6 | 9  | 27 | 38 | 1,304 |
| 10   | C. F. Rayo Majadahonda | 27   | 23 | 8  | 3 | 12 | 36 | 56 | 1,174 |

|  | Campeón y Clasificado a la Copa de Campeones 2021       |
|  | Mejor Segundo y Clasificado a la Copa de Campeones 2021 |
|  | Descendido a Liga Nacional Juvenil 2021-22              |

### Grupo V - D
| Pos. | Equipo                         | Pts. | J  | G | E  | P  | GF | GC | Coef. |
| ---- | ------------------------------ | ---- | -- | - | -- | -- | -- | -- | ----- |
| 1    | Burgos C. F.                   | 34   | 23 | 9 | 7  | 7  | 49 | 37 | 1,478 |
| 2    | C. D. Badajoz 1905             | 30   | 23 | 8 | 6  | 9  | 24 | 21 | 1,304 |
| 3    | C. F. Trival Valderas Alcorcón | 29   | 23 | 7 | 8  | 8  | 31 | 37 | 1,261 |
| 4    | U. D. La Cruz Villanovense     | 29   | 23 | 8 | 5  | 10 | 43 | 51 | 1,261 |
| 5    | Aravaca C. F.                  | 28   | 23 | 8 | 4  | 11 | 29 | 44 | 1,217 |
| 6    | Atlético de Pinto              | 23   | 23 | 6 | 5  | 12 | 28 | 39 | 1     |
| 7    | Extremadura U. D.              | 21   | 23 | 3 | 12 | 8  | 25 | 35 | 0,913 |
| 8    | U. D. Santa Marta De Tormes    | 16   | 23 | 4 | 4  | 15 | 22 | 44 | 0,696 |
| 9    | C. D. Mostoles                 | 15   | 23 | 3 | 6  | 14 | 19 | 38 | 0,652 |
| 10   | C. D. Los Yébenes-San Bruno    | 12   | 23 | 3 | 3  | 17 | 16 | 65 | 0,522 |

|  | Campeón y Clasificado a la Copa de Campeones 2021 |
|  | Descendido a Liga Nacional Juvenil 2021-22        |

### Grupo VI - C
| Pos. | Equipo                     | Pts. | J  | G  | E | P  | GF | GC | Coef. |
| ---- | -------------------------- | ---- | -- | -- | - | -- | -- | -- | ----- |
| 1    | U. D. Las Palmas           | 64   | 23 | 21 | 1 | 1  | 73 | 14 | 2,783 |
| 2    | C. D. Tenerife             | 50   | 23 | 15 | 5 | 3  | 54 | 14 | 2,174 |
| 3    | C. D. Marino               | 41   | 23 | 12 | 5 | 6  | 52 | 40 | 1,783 |
| 4    | C. D. Maspalomas           | 40   | 23 | 11 | 7 | 5  | 32 | 21 | 1,739 |
| 5    | C. D. Sobradillo           | 39   | 23 | 10 | 9 | 4  | 48 | 29 | 1,696 |
| 6    | C. F. Unión Viera          | 33   | 23 | 8  | 9 | 6  | 36 | 41 | 1,435 |
| 7    | C. D. Orientación Marítima | 31   | 23 | 8  | 7 | 8  | 41 | 30 | 1,348 |
| 8    | C. D. Mensajero            | 31   | 23 | 8  | 7 | 8  | 33 | 43 | 1,348 |
| 9    | C. F. Juventud Laguna      | 28   | 23 | 7  | 7 | 9  | 33 | 46 | 1,217 |
| 10   | Arucas C. F.               | 25   | 23 | 6  | 7 | 10 | 22 | 39 | 1,087 |

|  | Campeón y Clasificado a la Copa de Campeones 2021 |
|  | Descendido a Liga Nacional Juvenil 2021-22        |

### Grupo VI - D
| Pos. | Equipo                      | Pts. | J  | G | E | P  | GF | GC | Coef. |
| ---- | --------------------------- | ---- | -- | - | - | -- | -- | -- | ----- |
| 1    | Acodetti C. F.              | 33   | 23 | 8 | 9 | 6  | 36 | 37 | 1,435 |
| 2    | C. D. San Jose              | 32   | 23 | 8 | 8 | 7  | 31 | 25 | 1,391 |
| 3    | A. D. Huracan               | 32   | 23 | 9 | 5 | 9  | 31 | 33 | 1,391 |
| 4    | Club Victoria               | 30   | 23 | 9 | 3 | 11 | 35 | 35 | 1,304 |
| 5    | C. D. Ofra                  | 30   | 23 | 8 | 6 | 9  | 30 | 35 | 1,304 |
| 6    | E. F. Los Llanos De Aridane | 27   | 23 | 7 | 6 | 10 | 37 | 46 | 1,174 |
| 7    | Puertos de Las Palmas       | 20   | 23 | 4 | 8 | 11 | 34 | 49 | 0,87  |
| 8    | U. D. San Fernando          | 19   | 23 | 4 | 7 | 12 | 22 | 48 | 0,826 |
| 9    | C. D. Laguna                | 14   | 23 | 3 | 5 | 15 | 19 | 42 | 0,609 |
| 10   | C. D. Llano Del Moro        | 8    | 23 | 1 | 5 | 17 | 23 | 55 | 0,348 |

|  | Campeón y Clasificado a la Copa de Campeones 2021 |
|  | Descendido a Liga Nacional Juvenil 2021-22        |

### Grupo VII - C
| Pos. | Equipo                   | Pts. | J  | G  | E | P  | GF | GC | Coef. |
| ---- | ------------------------ | ---- | -- | -- | - | -- | -- | -- | ----- |
| 1    | Levante U. D.            | 57   | 23 | 18 | 3 | 2  | 44 | 14 | 2,478 |
| 2    | Valencia C. F.           | 55   | 23 | 17 | 4 | 2  | 44 | 17 | 2,391 |
| 3    | Villarreal C. F.         | 52   | 23 | 16 | 4 | 3  | 52 | 19 | 2,261 |
| 4    | Atlético Madrileño C. F. | 50   | 23 | 15 | 5 | 3  | 45 | 20 | 2,174 |
| 5    | Elche C. F.              | 41   | 23 | 12 | 5 | 6  | 36 | 19 | 1,783 |
| 6    | Albacete Balompié        | 35   | 23 | 11 | 2 | 10 | 42 | 35 | 1,522 |
| 7    | U. Archena               | 33   | 23 | 10 | 3 | 10 | 33 | 45 | 1,435 |
| 8    | Kelme C. F.              | 33   | 23 | 10 | 3 | 10 | 26 | 33 | 1,435 |
| 9    | C. D. Roda               | 31   | 23 | 9  | 4 | 10 | 31 | 30 | 1,348 |
| 10   | U. D. Alzira             | 28   | 23 | 8  | 4 | 11 | 32 | 36 | 1,217 |

|  | Campeón y Clasificado a la Copa de Campeones 2021 |
|  | Descendido a Liga Nacional Juvenil 2021-22        |

### Grupo VII - D
| Pos. | Equipo               | Pts. | J  | G | E | P  | GF | GC | Coef. |
| ---- | -------------------- | ---- | -- | - | - | -- | -- | -- | ----- |
| 1    | Talavera De La Reina | 33   | 23 | 9 | 6 | 8  | 37 | 40 | 1,435 |
| 2    | Alboraya U. D.       | 30   | 23 | 8 | 6 | 9  | 27 | 30 | 1,304 |
| 3    | Real Murcia C. F.    | 30   | 23 | 9 | 3 | 11 | 30 | 43 | 1,304 |
| 4    | C. F. Torre Levante  | 29   | 23 | 8 | 5 | 10 | 29 | 26 | 1,261 |
| 5    | C. D. Castellon      | 28   | 23 | 8 | 4 | 11 | 29 | 34 | 1,217 |
| 6    | Patacona C. F.       | 22   | 23 | 6 | 4 | 13 | 33 | 43 | 0,957 |
| 7    | C. D. Toledo         | 19   | 23 | 6 | 1 | 16 | 21 | 43 | 0,826 |
| 8    | Hércules C. F.       | 17   | 23 | 3 | 8 | 12 | 22 | 38 | 0,739 |
| 9    | UCAM C. F.           | 14   | 23 | 4 | 2 | 17 | 24 | 44 | 0,609 |
| 10   | Lorca C. F.          | 13   | 23 | 3 | 4 | 16 | 16 | 44 | 0,5   |

|  | Campeón y Clasificado a la Copa de Campeones 2021 |
|  | Descendido a Liga Nacional Juvenil 2021-22        |

## Copa de Campeones 2021
La Copa de Campeones 2021 fue la 26.ª edición de la Copa de Campeones de División de Honor Juvenil para decidir al campeón absoluto de los torneos sub-19 de España. El campeonato inició el 10 de junio de 2021, disputando las fases finales en la ciudad de Málaga, en el Marbella Football Center, que albergó las semifinales disputadas el 24 de junio y la final del torneo el 27 de junio de 2021.

### Sistema de competición
Esta edición del torneo, mantuvo el sistema de competición tradicional del torneo con ocho participantes: los siete campeones de grupo de la División de Honor Juvenil, más el segundo mejor clasificado de todos los grupos, que este año correspondió al Real Madrid C. F. Se disputó íntegramente por el sistema de eliminación directa, cuyos cuartos de final fueron doble partido, mientras que las semifinales y final del torneo fueron a partido único.
Adicionalmente, el ganador de la Copa de Campeones consigue un cupo para disputar la Liga Juvenil de la UEFA 2021-22, siempre y cuando su primer equipo no lo haya conseguido a través del campeonato de liga regular.

### Eliminatorias
|  | Cuartos de final                                             | Cuartos de final                                             | Cuartos de final                                             | Cuartos de final                                             |   |                   | Semifinales                                           | Semifinales                                           |  |                     | Final                                                 | Final                                                 |  |
|  | 13-16 de junio de 2021 (ida) 19-20 de junio de 2021 (vuelta) | 13-16 de junio de 2021 (ida) 19-20 de junio de 2021 (vuelta) | 13-16 de junio de 2021 (ida) 19-20 de junio de 2021 (vuelta) | 13-16 de junio de 2021 (ida) 19-20 de junio de 2021 (vuelta) |   |                   | 24 de junio de 2021 Marbella Football Center (Málaga) | 24 de junio de 2021 Marbella Football Center (Málaga) |  |                     | 27 de junio de 2021 Marbella Football Center (Málaga) | 27 de junio de 2021 Marbella Football Center (Málaga) |  |
|  |                                                              |                                                              |                                                              |                                                              |   |                   |                                                       |                                                       |  |                     |                                                       |                                                       |  |
|  |                                                              |                                                              |                                                              |                                                              |   |                   |                                                       |                                                       |  |                     |                                                       |                                                       |  |
|  | Real Madrid C. F.                                            | 2                                                            | 2                                                            | 4                                                            |   |                   |                                                       |                                                       |  |                     |                                                       |                                                       |  |
|  | Real Madrid C. F.                                            | 2                                                            | 2                                                            | 4                                                            |   |                   |                                                       |                                                       |  |                     |                                                       |                                                       |  |
|  | Atlético de Madrid                                           | 1                                                            | 1                                                            | 2                                                            |   |                   |                                                       |                                                       |  |                     |                                                       |                                                       |  |
|  | Atlético de Madrid                                           | 1                                                            | 1                                                            | 2                                                            |   | Real Madrid C. F. | 0                                                     |                                                       |  |                     |                                                       |                                                       |  |
|  |                                                              |                                                              |                                                              |                                                              |   | Real Madrid C. F. | 0                                                     |                                                       |  |                     |                                                       |                                                       |  |
|  |                                                              |                                                              | Deportivo La Coruña                                          | 1                                                            |   |                   |                                                       |                                                       |  |                     |                                                       |                                                       |  |
|  | Deportivo La Coruña                                          | 2                                                            | Deportivo La Coruña                                          | 1                                                            | 1 | 3                 |                                                       |                                                       |  |                     |                                                       |                                                       |  |
|  | Deportivo La Coruña                                          | 2                                                            |                                                              |                                                              |   |                   |                                                       |                                                       |  |                     |                                                       |                                                       |  |
|  | U. D. Las Palmas                                             | 1                                                            | 2                                                            | 3                                                            |   |                   |                                                       |                                                       |  |                     |                                                       |                                                       |  |
|  | U. D. Las Palmas                                             | 1                                                            | 2                                                            | 3                                                            |   |                   |                                                       |                                                       |  | Deportivo La Coruña | 3                                                     |                                                       |  |
|  |                                                              |                                                              |                                                              |                                                              |   |                   |                                                       |                                                       |  | Deportivo La Coruña | 3                                                     |                                                       |  |
|  |                                                              |                                                              | F. C. Barcelona                                              | 1                                                            |   |                   |                                                       |                                                       |  |                     |                                                       |                                                       |  |
|  | Levante U. D.                                                | 1                                                            | F. C. Barcelona                                              | 1                                                            | 1 | 2                 |                                                       |                                                       |  |                     |                                                       |                                                       |  |
|  | Levante U. D.                                                | 1                                                            |                                                              |                                                              |   |                   |                                                       |                                                       |  |                     |                                                       |                                                       |  |
|  | F. C. Barcelona                                              | 1                                                            | 2                                                            | 3                                                            |   |                   |                                                       |                                                       |  |                     |                                                       |                                                       |  |
|  | F. C. Barcelona                                              | 1                                                            | 2                                                            | 3                                                            |   | F. C. Barcelona   | 1                                                     |                                                       |  |                     |                                                       |                                                       |  |
|  |                                                              |                                                              |                                                              |                                                              |   | F. C. Barcelona   | 1                                                     |                                                       |  |                     |                                                       |                                                       |  |
|  |                                                              |                                                              | Málaga C. F.                                                 | 0                                                            |   |                   |                                                       |                                                       |  |                     |                                                       |                                                       |  |
|  | Málaga C. F.                                                 | 2                                                            | Málaga C. F.                                                 | 0                                                            | 3 | 5                 |                                                       |                                                       |  |                     |                                                       |                                                       |  |
|  | Málaga C. F.                                                 | 2                                                            |                                                              |                                                              |   |                   |                                                       |                                                       |  |                     |                                                       |                                                       |  |
|  | Athletic Club                                                | 0                                                            | 3                                                            | 3                                                            |   |                   |                                                       |                                                       |  |                     |                                                       |                                                       |  |
|  | Athletic Club                                                | 0                                                            | 3                                                            | 3                                                            |   |                   |                                                       |                                                       |  |                     |                                                       |                                                       |  |
|  |                                                              |                                                              |                                                              |                                                              |   |                   |                                                       |                                                       |  |                     |                                                       |                                                       |  |

### Cuartos de final

#### Real Madrid C. F. - U. D. Las Palmas
| Ida; 13 de junio de 2021 | Real Madrid C. F. | 2:1 (0:0) | Atlético de Madrid | Ciudad Real Madrid, Madrid |  |
| 19:00 HEC                |                   | Reporte   |                    |                            |  |

| Vuelta; 20 de junio de 2021 | Atlético de Madrid | 1:2 (0:0) | Real Madrid C. F.       | C. D. de Las Palmas, Madrid |  |
| 20:00 HEC                   | - Soriano 53'      | Reporte   | - Rueda 17' - David 80' |                             |  |

#### Deportivo La Coruña - U. D. Las Palmas
| Ida; 13 de junio de 2021 | Deportivo La Coruña | 2:1 (1:0) | U. D. Las Palmas | C. D. Deportivo La Coruña, La Coruña |  |
| 12:00 HEC                |                     | Reporte   |                  |                                      |  |

| Vuelta; 19 de junio de 2021 | U. D. Las Palmas | 2:1 (1:1, 2:1) (t. s.)(1:3 p.) | Deportivo La Coruña | C. D. de Las Palmas, |  |
| 12:00 HEC                   |                  | Reporte                        |                     |                      |  |

#### Málaga C. F. - Athletic Club
| Ida; 13 de junio de 2021 | Málaga C. F.      | 2:0 (0:0) | Athletic Club | C. D. Málaga, Málaga |  |
| 12:00 HEC                | - Roberto 65' 67' | Reporte   |               |                      |  |

| Vuelta; 19 de junio de 2021 | Athletic Club                                     | 3:3 (1:1) | Málaga C. F.                                       | Instalaciones de Lezama, Bilbao |  |
| 18:00 HEC                   | - Unai Gómez 34' - Ibai Sanz 59' - Aimar Peña 86' | Reporte   | - Loren 7' - Loren Zúñiga 47' - David Larrubia 82' |                                 |  |

#### F. C. Barcelona - Levante
El partido de ida fue aplazado por un contagio de COVID-19 por parte del equipo valenciano.
| Ida; 16 de junio de 2021 | Levante U. D.    | 1:1 (0:1) | F. C. Barcelona | C. D. Levante, Valencia |  |
| 12:00 HEC                | - Álex Cerdá 67' | Reporte   | - Ilias 39'     |                         |  |

| Vuelta; 20 de junio de 2021 | F. C. Barcelona                    | 2:1 (0:0, 1:1) (t. s.) | Levante U. D. | Ciudad Deportiva Joan Gamper, Barcelona |  |
| 19:00 HEC                   | - Jaume Jardí 81' (p) - Luzzi 111' | Reporte                | - Borja 46'   |                                         |  |

### Semifinales
El final-four del campeonato fue disputado en la ciudad de Málaga, en el Marbella Football Center.
| Semifinal 1; 24 de junio de 2021 | Real Madrid C. F. | 0:1 (0:1) | Deportivo La Coruña  | Marbella Football Center, Málaga        |                                         |
| 19:00 HEC                        |                   | Reporte   | - Fito Rodríguez 43' | Árbitro(s): Abraham Domínguez Cervantes | Árbitro(s): Abraham Domínguez Cervantes |

| Semifinal 2; 24 de junio de 2021 | F. C. Barcelona | 1:0 (1:0) | Málaga C. F. | Marbella Football Center, Málaga   |                                    |
| 21:30 HEC                        | - Álex Rico 14' | Reporte   |              | Árbitro(s): Antonio Alberola Rojas | Árbitro(s): Antonio Alberola Rojas |

### Final
La final del campeonato fue disputado en la ciudad de Málaga, en el Marbella Football Center.
| Final; 27 de junio de 2021 | Deportivo La Coruña                        | 3:1 (2:1) | F. C. Barcelona      | Marbella Football Center, Málaga          |                                           |
| 19:00 HEC                  | - Mario Domínguez 21' - Noel López 29' 72' | Reporte   | - Ilias Akhomach 25' | Árbitro(s): José David Martínez Montalbán | Árbitro(s): José David Martínez Montalbán |

El Deportivo La Coruña se alzó con su segundo título de Copa de Campeones Juvenil.
|                             |
| Campeón Deportivo La Coruña |
| 2.º título                  |